# Ad abolendam
Ad abolendam  (detta anche "bolla di Ruscigli", antica residenza estiva del papa nel comune di Gavignano) è una bolla promulgata da papa Lucio III, in occasione del sinodo di Verona del 1184.

## Contesto

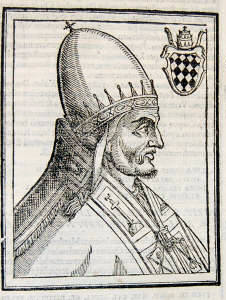
ritratto di Papa Lucio III, promulgatore della bolla

Il decreto fu emanato per rendere più efficiente la lotta contro le eresie, nello specifico quelle di catari e patarini ed umiliati. La norma venne poi ribadita nel 1215 dal Concilio Lateranense IV. 

### Lotta all'eresia
Un semplice sospetto o una delazione bastava per iniziare il processo, anche in assenza di testimoni attendibili, al contrario di quanto previsto dal diritto romano. L’onere della prova ricadeva così sull’accusato, che doveva quindi dimostrare ai giudici la propria innocenza. L' "anatema" previsto per l'eresia veniva inoltre esteso ai semplici sostettati di essere a conoscenza di una eresia o presunta tale senza averla denunciata, o a chiunque, accusato, si fosse rifiutato di prestare giuramento.
Nel decreto, si aggiungeva:
(Enciclica Ad abolendam)
Il testo mostra chiaramente, e diversamente da quanto la Chiesa aveva fatto finora, che spetta al vescovo, o ad un suo delegato, "andare in cerca" degli eretici per processarli, stabilendo la frequenza delle visite, ove fosse necessario, in almeno due volte l'anno. Da qui il termine di "inquisire", ossia ricercare i colpevoli. Questa svolta verso la centralizzazione della ricerca e della soppressione delle eresie è stata letta come la premessa della futura istituzione dell'Inquisizione, che avverrà ufficialmente nel 1542.

### Diritto di predicazione
Il diritto della predicazione fu riservato dalla bolla esclusivamente all'autorità ecclesiastica: i trasgressori, ossia coloro i quali fossero stati trovati colpevoli di predicazione (pubblica o privata che fosse) non autorizzata, anche con pretesto della religione, vennero vincolati ad "anatema" e furono dichiarati passibili di scomunica.